# Liste der Bodendenkmäler in Adelshofen (Oberbayern)
Auf dieser Seite sind die Bodendenkmäler in der oberbayerischen Gemeinde Adelshofen (Oberbayern) zusammengestellt. Diese Tabelle ist eine Teilliste der Liste der Bodendenkmäler in Bayern. Grundlage ist die Bayerische Denkmalliste, die auf Basis des Bayerischen Denkmalschutzgesetzes vom 1. Oktober 1973 erstmals erstellt wurde und seither durch das Bayerische Landesamt für Denkmalpflege geführt wird. Die folgenden Angaben ersetzen nicht die rechtsverbindliche Auskunft der Denkmalschutzbehörde.

## Bodendenkmäler in Adelshofen (Oberbayern)
| Lage                      | Objekt | Akten-Nr.     | Bild           |
| ------------------------- | --- | ------------- | -------------- |
| Luttenwang (Standort)     | Verebnete Grabhügel vorgeschichtlicher Zeitstellung. | D-1-7732-0032 |                |
| Luttenwang (Standort)     | Grabhügel vorgeschichtlicher Zeitstellung. | D-1-7732-0033 |                |
| Luttenwang (Standort)     | Freilandstation des späten Paläolithikums und des frühen Mesolithikums sowie Siedlung des Neolithikums.                                                                                         | D-1-7732-0046 |                |
| Hauptstraße 23 (Standort) | Untertägige mittelalterliche und frühneuzeitliche Befunde im Bereich der katholischen Filialkirche St. Martin in Nassenhausen und ihrer Vorgängerbauten.                                        | D-1-7732-0113 | weitere Bilder |
| Adelshofen (Standort)     | Straße der römischen Kaiserzeit, Teilstück der Trasse Augsburg–Salzburg. | D-1-7832-0001 |                |
| Adelshofen (Standort)     | Brandgräber der mittleren römischen Kaiserzeit. | D-1-7832-0002 |                |
| Adelshofen (Standort)     | Grabhügel vorgeschichtlicher Zeitstellung. | D-1-7832-0004 |                |
| Adelshofen (Standort)     | Siedlung des hohen Mittelalters sowie Wasserburgstall des späten Mittelalters und der frühen Neuzeit („Hofmarkschloss Adelshofen“) mit zugehörigem ehemaligen Wirtschaftshof und Gartenanlagen. | D-1-7832-0005 |                |
| Adelshofen (Standort)     | Untertägige mittelalterliche und frühneuzeitliche Befunde im Bereich der katholischen Kuratiekirche St. Michael in Adelshofen und ihrer Vorgängerbauten.                                        | D-1-7832-0236 |                |
| Luttenwang (Standort)     | Untertägige mittelalterliche und frühneuzeitliche Befunde im Bereich der katholischen Filialkirche und ehemaligen Wallfahrtskirche Mariä Himmelfahrt in Luttenwang und ihrer Vorgängerbauten.   | D-1-7832-0238 |                |